# Dick Cochran
Richard Lee „Dick” Cochran (ur. 23 czerwca 1938 w Tulsa w stanie Oklahoma) – amerykański lekkoatleta, specjalista rzutu dyskiem, medalista olimpijski z 1960.
Zdobył srebrny medal w rzucie dyskiem na igrzyskach panamerykańskich w 1959 w Chicago, za swym rodakiem Alem Oerterem, a przed Parrym O’Brienem.
Na igrzyskach olimpijskich w 1960 w Rzymie zajął w tej konkurencji trzecie miejsce, za Oerterem i innym Amerykaninem Rinkiem Babką.
Jako student University of Missouri w 1959 i 1960 był akademickim mistrzem Stanów Zjednoczonych (NCAA)
Jego rekord życiowy w rzucie dyskiem wynosił 58,36 m, a w pchnięciu kulą 16,28 m; oba  pochodziły z 1960.